# 1156

## Esdeveniments
- Saqueig de Xipre
- Fundació de l'Orde d'Alcàntara per combatre l'islam

## Naixements
- 27 d'octubre, Sant Geli (Marquesat de Provença)ː Ramon VI, comte de Tolosa i Melguelh i marquès de Provença.